# HMS Amethyst (1871)
El HMS Amethyst fue el buque líder de las corbetas clase Amethyst construidas para la Royal Navy a principios de la década de 1870. Participó en la Tercera Guerra Anglo-Ashanti en 1873 antes de servir como barco de oficiales superiores en el Atlántico sudamericano. El barco fue trasladado a la Estación del Pacífico en 1875 y luchó en el Combate de Pacocha contra el rebelde acorazado peruano Huáscar dos años después. Esto le convirtió en el único velero de madera británico en luchar contra un oponente blindado. Después de un largo reacondicionamiento, el Amethyst volvió a servir como buque de oficiales superiores en la estación sudamericana de 1882 a 1885. Fue vendido como chatarra dos años más tarde.

## Diseño y descripción
El Amethyst tenía 220 pies (67,1 m) de largo entre perpendiculares, tenía una viga de 37 pies (11,3 m) y un calado de 18 pies (5,5 m). El barco desplazó 1.934 toneladas largas (1.965 t) y tenía una carga de 1.405 toneladas. Su tripulación estaba formada por 225 oficiales y soldados. A diferencia de sus contemporáneos con casco de hierro, el casco de madera del barco impedía el uso de mamparos transversales herméticos.
El barco tenía una máquina de vapor de expansión compuesta horizontal de dos cilindros fabricada por J. & G. Rennie, que impulsaba una sola hélice de 4,6 m (15 pies). Seis calderas cilíndricas suministraban vapor al motor a una presión de trabajo de 60 psi (414 kPa; 4 kgf / cm²). El motor produjo un total de 2.144 caballos de fuerza indicados (1.599 kW) que le dieron a Amethyst una velocidad máxima de 13.244 nudos (24.528 km / h; 15.241 mph) durante sus pruebas en el mar. El barco transportaba 270 toneladas largas (270 t) de carbón, suficiente para navegar entre 2.060-2.500 millas náuticas (3.820-4.630 km; 2.370-2.880 millas) a 10 nudos (19 km / h; 12 mph). El Amethyst era un barco aparejado y tenía un área de vela de 18.000 pies cuadrados (1.672 m²). Los mástiles inferiores estaban hechos de hierro, pero los otros mástiles eran de madera. El barco, y sus hermanas, eran excelentes marineros y su mejor velocidad navegando solo era aproximadamente eso mientras navegaba. Ballard dice que todos los barcos de esta clase demostraron "excelentes cualidades de manejabilidad, estabilidad y navegabilidad". Su hélice se podía izar a la popa del barco para reducir la resistencia mientras navegaba. Durante su reacondicionamiento en 1878, el Amethyst fue reequipado como una barca.

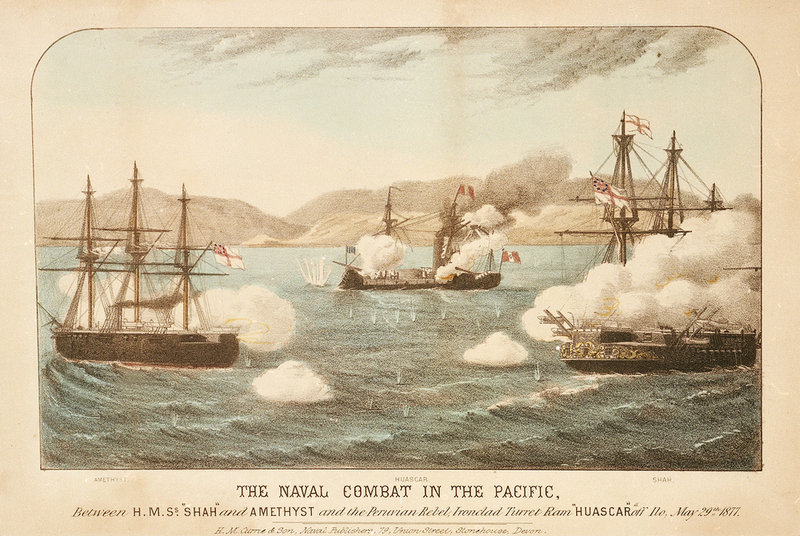
Combate de Pacocha, el buque aparece en primer plano con HMS Shah, al fondo se ve el Huáscar.

El barco estaba inicialmente armado con una combinación de cañones de avancarga de 64 libras y 71 cwt y 64 cwt. Los doce cañones de 71 cwt estaban montados en el costado, mientras que los dos cañones más ligeros de 64 cwt estaban montados debajo del castillo de proa y la cubierta de popa como cañones de persecución. En 1878, los cañones de 71 cwt del barco fueron reemplazados por cañones de 64 cwt.

## Servicio
El Amethyst fue puesto en quilla en la Base Naval de Devonport el 28 de julio de 1871. Se botó el 19 de abril de 1873 y se completó en julio de 1873. Sus buques gemelos costaron aproximadamente £ 77,000 cada uno. El barco fue asignado por primera vez como barco del oficial superior para la zona sudamericano del Atlántico Sur, pero fue desviado en ruta a Ghana para apoyar a las fuerzas británicas durante la Tercera Guerra Anglo-Ashanti.
El Amethyst permaneció en la estación de América del Sur hasta que fue transferido a la estación del Pacífico en 1875 después de que el Volage la relevó. En mayo de 1877, la tripulación del buque torreta peruano BAP Huáscar se rebeló contra el gobierno y comenzó a hostigar a la navegación británica. El Amethyst y la fragata sin blindaje HMS Shah recibieron la orden de hundir o capturar el barco rebelde y regresarlo al gobierno Peruano, finalmente lo encontraron a última hora de la tarde del 29 de mayo frente al puerto de Ilo. Después que el Huáscar rechazó una oferta de rendirse, los barcos británicos dispararon contra ella en lo que se conoció como el Combate de Pacocha. El profundo calado de Shah la obligó a mantenerse hacia el mar, por lo que se ordenó al Amethyst que rompiera fuego en aguas costeras menos profundas desde el sur para disuadir al Peruano de escapar a las aguas neutrales de Chile. Los cañones de 64 libras de la corbeta no pudieron dañar significativamente al Peruano de ninguna manera, pero la artillería de su oponente casi no tuvo puntería y ninguno de los barcos británicos sufrió más que algunos daños en sus aparejos. El Huáscar escapó con pocos daños después del anochecer y se rindió al gobierno peruano al día siguiente. El Amethyst tuvo la tarea de rescatar a los 43 supervivientes del naufragio del vapor británico SS Eten en Punta Los Velos, Chile, el 15 de julio. No pudo hacerlo debido a las condiciones climáticas en ese momento.

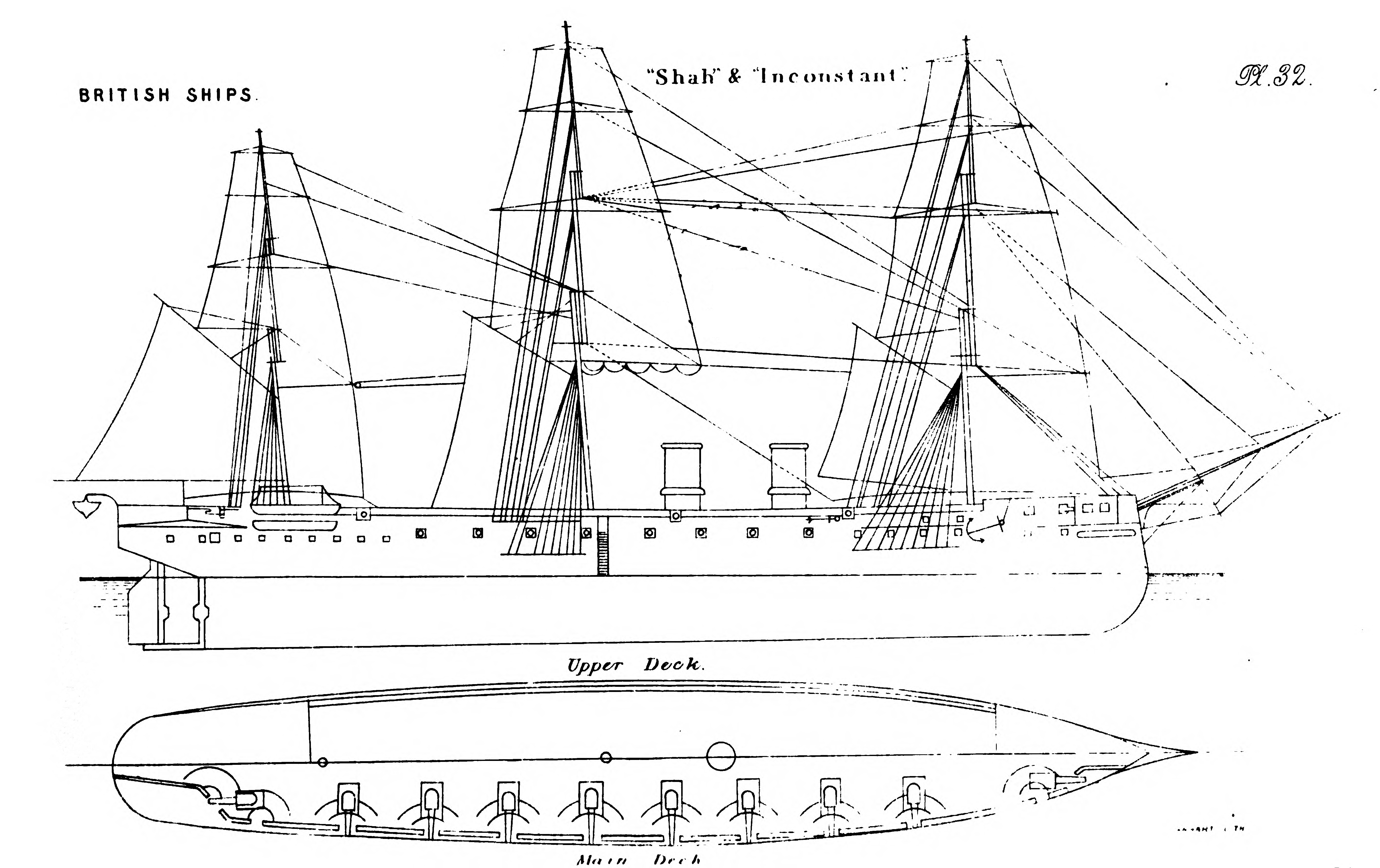
Fragata Shah

El Amethyst regresó a casa en julio de 1878 para un reacondicionamiento prolongado y fue comisionado nuevamente en 1882 para regresar como el barco del oficial superior para el sureste de América del Sur hasta que regresó a fines de 1885 y fue pagado. El barco se vendió como chatarra en noviembre de 1887.